# Sedum backebergii
Sedum backebergii là một loài thực vật có hoa trong họ Crassulaceae. Loài này được von Poellnitz miêu tả khoa học đầu tiên năm 1939.